# 隆加隆加
隆加隆加（英語：Lunga Lunga）是肯尼亚滨海省的一个小镇，位于与坦桑尼亚的边界上。